# Большешиловичский сельсовет
Большешиловичский сельсовет (белор. Велікашылавіцкі сельсавет) — упразднённая административная единица на территории Слонимского района Гродненской области Республики Беларусь.

## География
По территории сельсовета протекают реки Щара и Исса.

## История
Образован 6 августа 1979 года в составе Слонимского района Гродненской области БССР.
19 сентября 2013 года Большешиловичский сельсовет упразднён. Населённые пункты включены в состав Деревянчицкого сельсовета.

## Состав
Большешиловичский сельсовет включает 6 населённых пунктов:
- Большие Шиловичи — агрогородок
- Новая Стража — деревня.
- Савичи — деревня.
- Чепелево — деревня.
- Шиловичи (спиртзавод) — деревня.
- Якимовичи — деревня.

## Производственная сфера
На территории сельсовета находятся: сельскохозяйственный участок «Шиловичи», ДП «Слонимская сельхозтехника», Слонимское РУСП «Шиловичи», фермерское хозяйство «Островок».

## Социальная сфера
Большешиловичская средняя школа, дошкольное учреждение ясли-сад, районная туристическая база, Дом культуры, два Дома социальных услуг, почтовое отделение связи, два ФАПа, комплексный приемный пункт бытового обслуживания, 5 магазинов, сельская библиотека.

## Достопримечательности
- На территории сельсовета находится геологический памятник природы республиканского значения — расколотый камень вблизи деревни Якимовичи. Это геологическое образование состоит из двух объединённых, разных по форме валунов. Длина камня 3,5 м, ширина 3 м, высота около 3,5 м. Объём надземной части — около 27 куб.м. Щель между валунами увеличивается.
- На территории сельсовета в деревне Новая Стража, Слонимский район, Беларусь находится самое высокое сооружение Беларуси — Слонимская телевышка. На момент постройки в 1965 году высота была 350 метров. В 1992 году высота была увеличена до 374 метров.
- Церковь Казанской иконы Божией Матери в  Больших Шиловичах,  памятник архитектуры позднего классицизма.

## Известные уроженцы
- Герко, Никифор Игнатьевич (1902 — 1973) — советский военачальник, генерал-майор танковых войск. Родился в деревне Чепелево.